# Menniskan

Första upplagans omslagsbild.

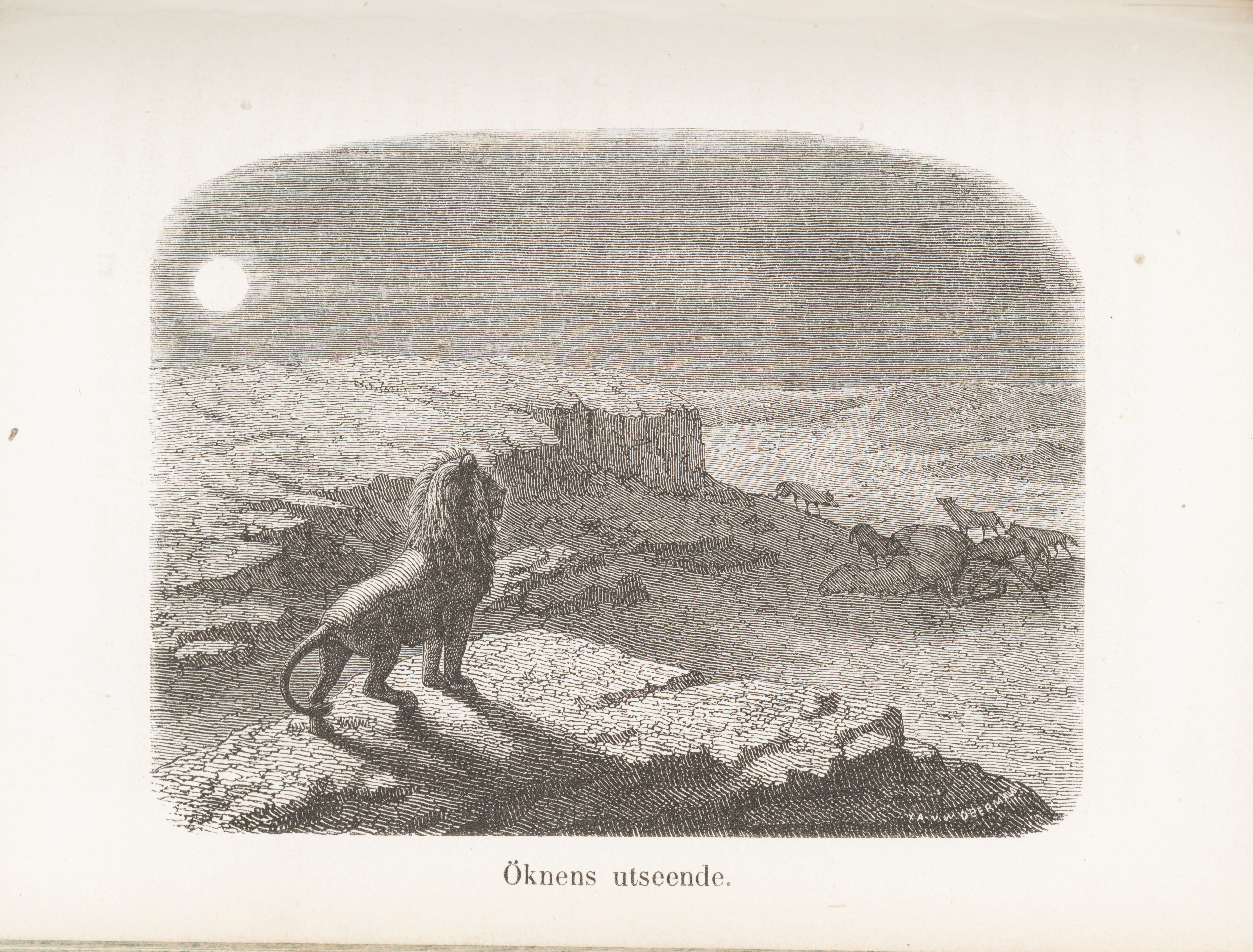
Exempel på plansch ur första upplagan.

Menniskan (med undertiteln Hennes uppkomst, hennes lif och hennes bestämmelse, ur naturhistorisk synpunkt betraktad) är en bok skriven av Nils Lilja. Verket kom att bli hans mest omfattande utgivning; den gavs på kort tid ut i fyra upplagor, och senare även i en omarbetad upplaga. Alla upplagor utgavs av Albert Bonniers förlag.

## Upplagor
Första upplagan utkom 1858, och sista upplagan i Sverige utkom 1889. 1896 utgavs boken i Nordamerika för emigrantsvenskar, och dessutom på danska och norska i gemensam översättning. Femte upplagan från 1889 finns också fotokopierad och utgiven hos British Library, bland deras "Historical Print Editions".

## Utformning
Trots att de fyra första upplagorna gavs ut under en kort tid, 1858, -59, -61 och -68, ökade sidantalet för varje utgåva (309, 429, 444, 454 sidor). Första upplagans utformning är densamma som de häftena som trycktes upp för Liljas föredrag. Dessa föredrag behandlade samma ämnen som behandlas i Menniskan, och samma material (i form av bilder) har använts i de båda. Fotnoter används extensivt, och kan ibland uppta mer än en hel sida. Illustrationer förekommer sporadiskt insprängt i texten, och ett antal planscher tryckta på tjockare papper. Antalet planscher som redovisats för bokbindaren i första upplagan är sjutton stycken (dock ej inräknat de sporadiska illustrationerna i texten). Detta kan jämföras med de nästan 450 illustrationer som femte upplagan salufördes med.
21 år efter den fjärde upplagan, och 31 år efter den första, utgavs Menniskan återigen. Denna blev genomarbetad av Karl af Geijerstam, vilken också tillförde en del kommentarer till det ursprungliga materialet. Detta skedde för förtydligande och uppdatering av den information som föråldrats. Utgåvan fylldes också med ett större antal bilder på de berörda samtalsämnena som boken behandlar. Denna nya, genomarbetade upplaga utgavs i ett antal olika band, till skillnad ifrån tidigare upplagor som utgivits i halvfranska.
Den sjätte upplagan, som trycktes och distribuerades i Nordamerika, utsmyckades med, för kontinenten passande illustrationer.

### Exempel på olika inbindningar av fjärde upplagan

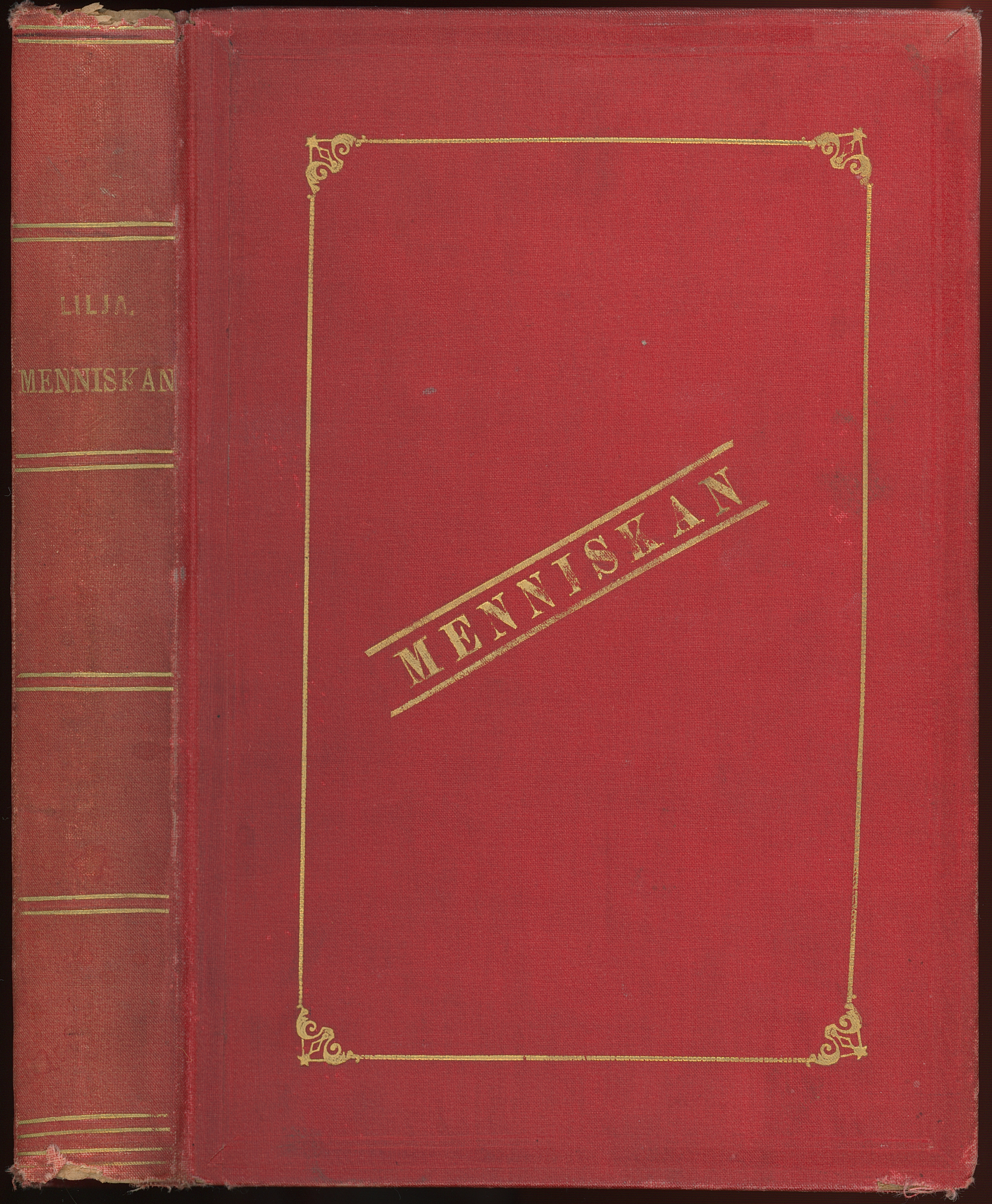
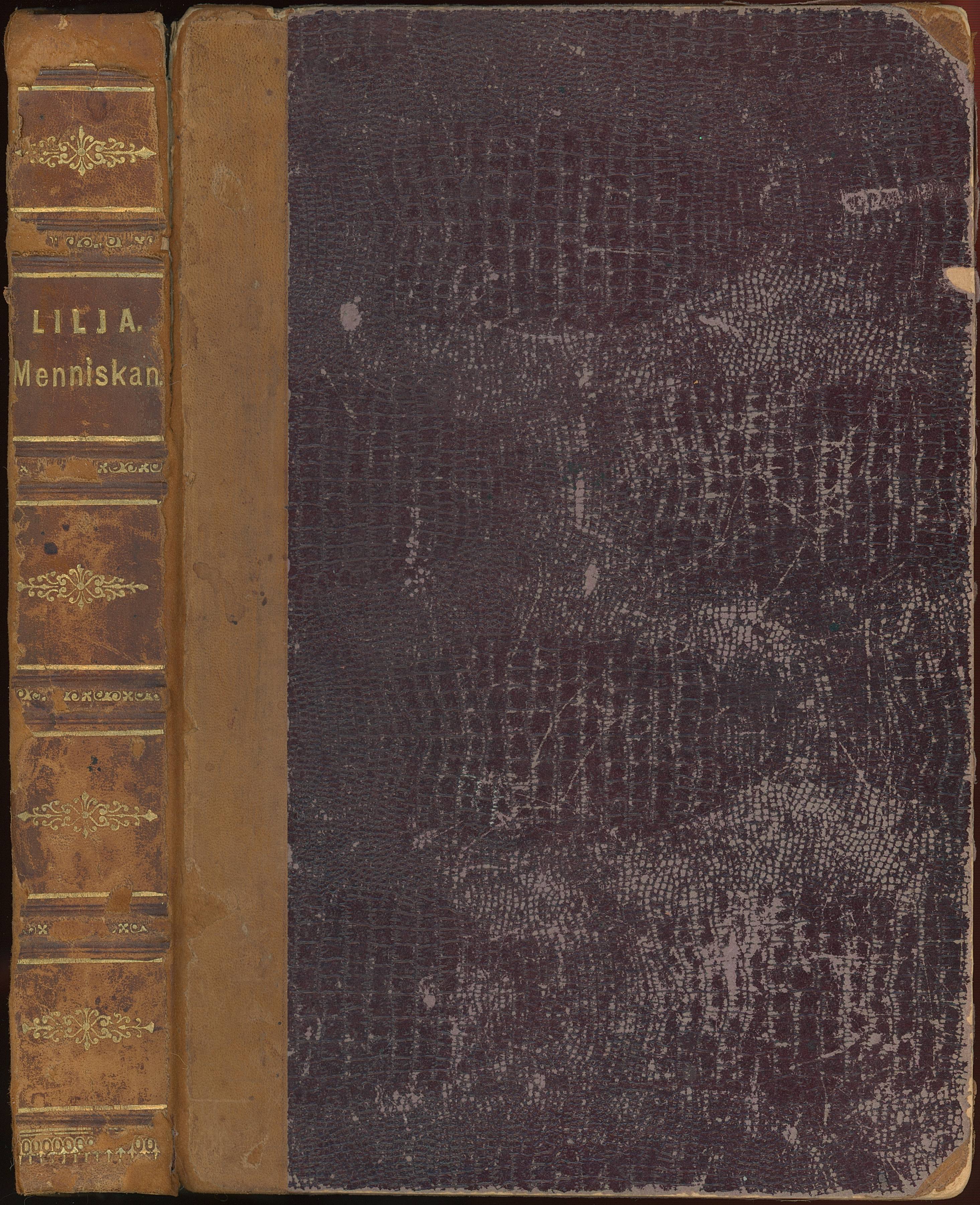
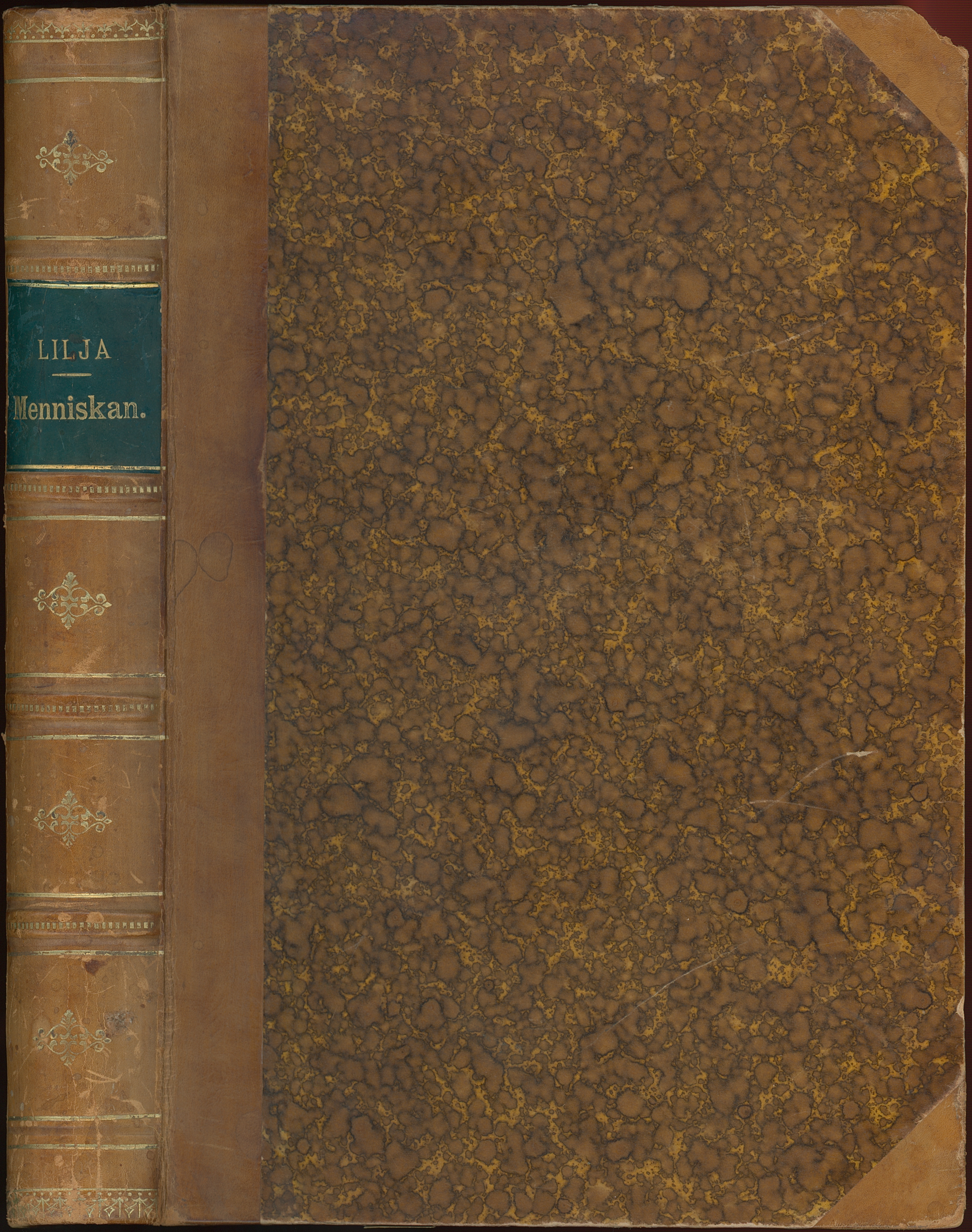
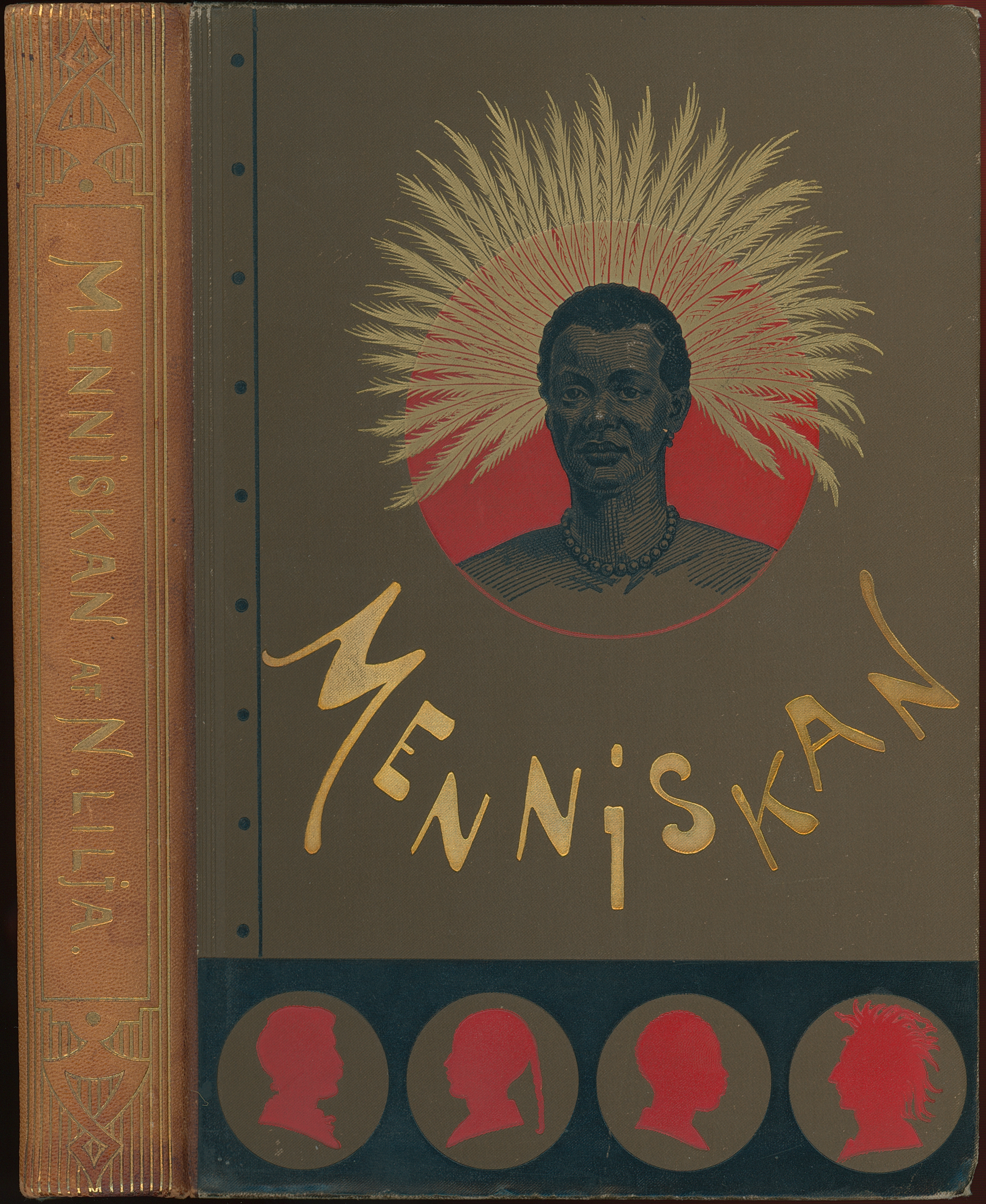

## Innehåll
Bokens innehåll är till för att ge en övergripande inblick i många discipliner åt läsaren. Lilja har slagit fast i förordet att
Meningen härmed är endast att gifva en kort men klar öfwersigt af det hela och i epigrammatisk form framställa de wigtigaste saker, som ingått i planen för närvarande bearbetning. [...] [Verket] är icke skrifwet för de lärde, hwilka haffa volymer i öfwerflöd, utan för folket, som äfwen bör komma till sanningens kunskap och lära sig att fatta det förnuftiga enligt erfarenhetens uppenbarelse. [...] Vårt arbete utgör likväl annat än utkast och enkla konturteckningar, emedan man öfwer hwarje avdelning skulle kunna skrifwa de största böcker och widlyftigaste afhandlingar.
Syftet till verkets existens är alltså att ge en kort beskrivning av många, för gemene person, praktiska kunskapsområden. Lilja är dock tydlig med att varje kapitel berör de olika ämnena endast ytligt, och att varje kapitel förtjänar en egen bok i sig. 32 kapitel presenterar ämnen såsom naturhistoria, biologi, samhällsrelaterade diskussioner, politisk, vetenskap, teologi och filosofi. Innehållet är av sådant som vid tiden var normerad kunskap, såsom människorasernas utseenden och karaktärsdrag och teorin om humoralpatologin, med det fyra huvudkaraktärsdragen. Men boken innehåller även flera av Liljas mer kontroversiella åsikter, de som kom att orsaka meningsmotstånd.
Citat ur dikter blandas med naturvetenskapliga uppgifter, till exempel citeras det ur Esaias Tegners dikt "Elden" i kapitlet "Släktskapet och personlighetsbegreppet". Liljas egna poetiska bakgrund ger texten, förutom inslag som detta, en särskild poetisk klang i sitt redogörande.

### Natursynen
Bokens tre första kapitel; "Skapelsen och Naturen", "Jordklotets utvecklingar" och "Naturens bildningsperioder", ger boken en prägel av att främst vara ett naturhistoriskt arbete. Det första kapitlet är dock kort och essäistiskt, dock innehåller det kanske de ordalagen som skapade en stor del av den kritik som boken, och författaren fick motta. I kapitlet förkunnar Lilja att naturen och hela dess innehåll är Guds skapelse, likaså naturlagarna. Anden uppfyller allting och gör det fullkomligt.
Naturlagarna äro Guds werksamhetssätt, uppenbaradt i werldsalltet och hwilka lika litet som Guds eget väsende kunna förändras eller bara annorlunda. Alla underverk med störandet af naturlagarna äro rent omöjliga, emedan de skulle vara stridande emot Guds sätt att verka och uppenbara sig.
Lilja menar också att trots människans klipskhet och förmåga till att forska oss fram till svar, så återstår det fenomen som inte går att förklara. Naturen har ett verkningsätt som inte går att studera, som inte går att se under de förutsättningar som människan verkar. Denna åsikt, tillsammans med argumenten om den gemensamma ande som uppfyller hela den existerande naturen, har lett till att slutsatsen att Lilja var en anhängare av den romantiska naturfilosofin.
Innan det första kapitlet är hinner dessutom den mosaiska berättelsen att angripas. Detta gör Lilja genom att benämna den som myt, enkel och materiell; ett verk skrivet för att ge ett vilt och barbarisk folk en uppfattning om Gud och hur denna skapade jorden på sex dagar. Lilja argumenterar emot detta och menar att vi inte kan veta om materien någonsin haft någon egentlig begynnelse.

### Jordens uppkomst och utveckling
I de två påföljande kapitlen följer en utförlig beskrivning av hur, först solsystemet, och sedan jorden i sin begynnelse uppkom och utvecklades. Allting rörde sig i en mycket stor ring, påverkad av naturkraften, snurrandes kring sin egen axel. Genom denna rörelse bildades det gasklot som med tiden blev fastare till formen. "På detta sätt skulle planeterna utgöra affsöndrade ringar från solen, och månarne vara gasringar, affsöndrade från sina planeter."

Jorden, i sin begynnelsefas, beskrivs som en eldröd och smält världsdroppe, vilken i sig innehållandes alla element till framtida bildningar.
Omgifwen af sin luft, hwilken oupphörligt nedföll i regn på den smälta och glödande jordmassan och åter fräsande upplöste sig i ångor för att ånyo nedströmma, måste jorden haft en under millioner år fortsatt regnperiod, hvarigenom också jordytan efter hand afswalnade till ett hårdnat skal af olika bergarter [...] Enligt den uträkning, naturforskare försökt i smått, skulle öfwer 300 millioner år åtgått blott för ytans afswalnande från smält massa till ett tunt skal, så att man härad göra sig ett begrepp om jordens utwecklingstid.
Likasom att det har tagit många miljoner år för jorden att utvecklas till den punkt den är idag, så är den inte heller avslutad, utan fortsätter att verka i tysthet. Ännu högre utvecklingar kommer uppstå, så snart den nuvarande helt och hållet har försvunnit.
Han fortsätter sin naturhistoriska redogörelse med att utförligt beskriva de olika tidsperioder i jordens utvecklingshistoria och hur olika bergarter uppkom, hur djuren och växterna som levde under perioden såg ut och vilka fossiler som går att finna från dessa perioder. Insprängt i texten finns teckningar på skelett av förhistoriska djur och teckningar över hur tidigare landskap kunde sett ut.

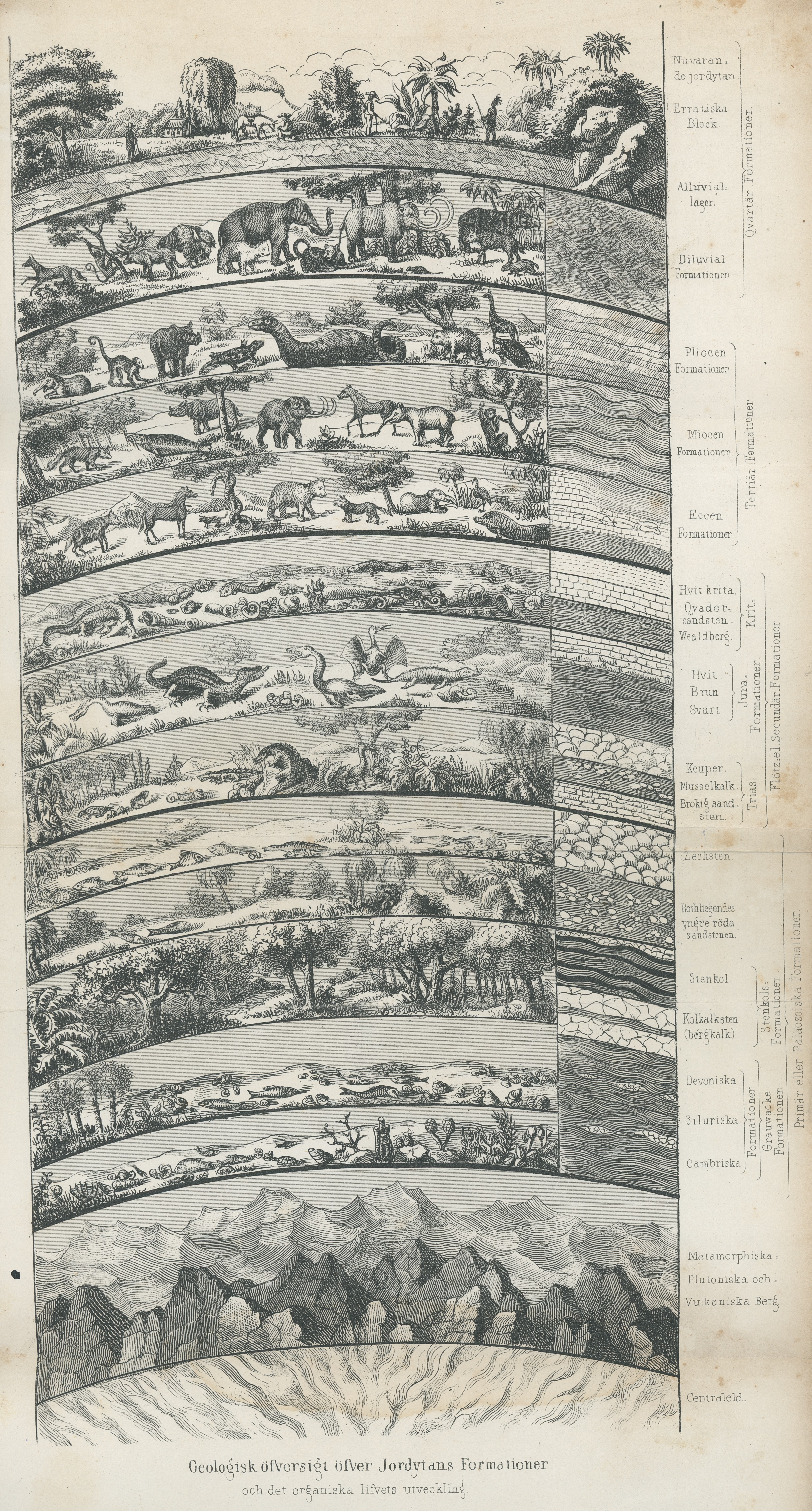
Jordens olika utvecklingsperioder, och hur livet på jorden såg ut under perioden.

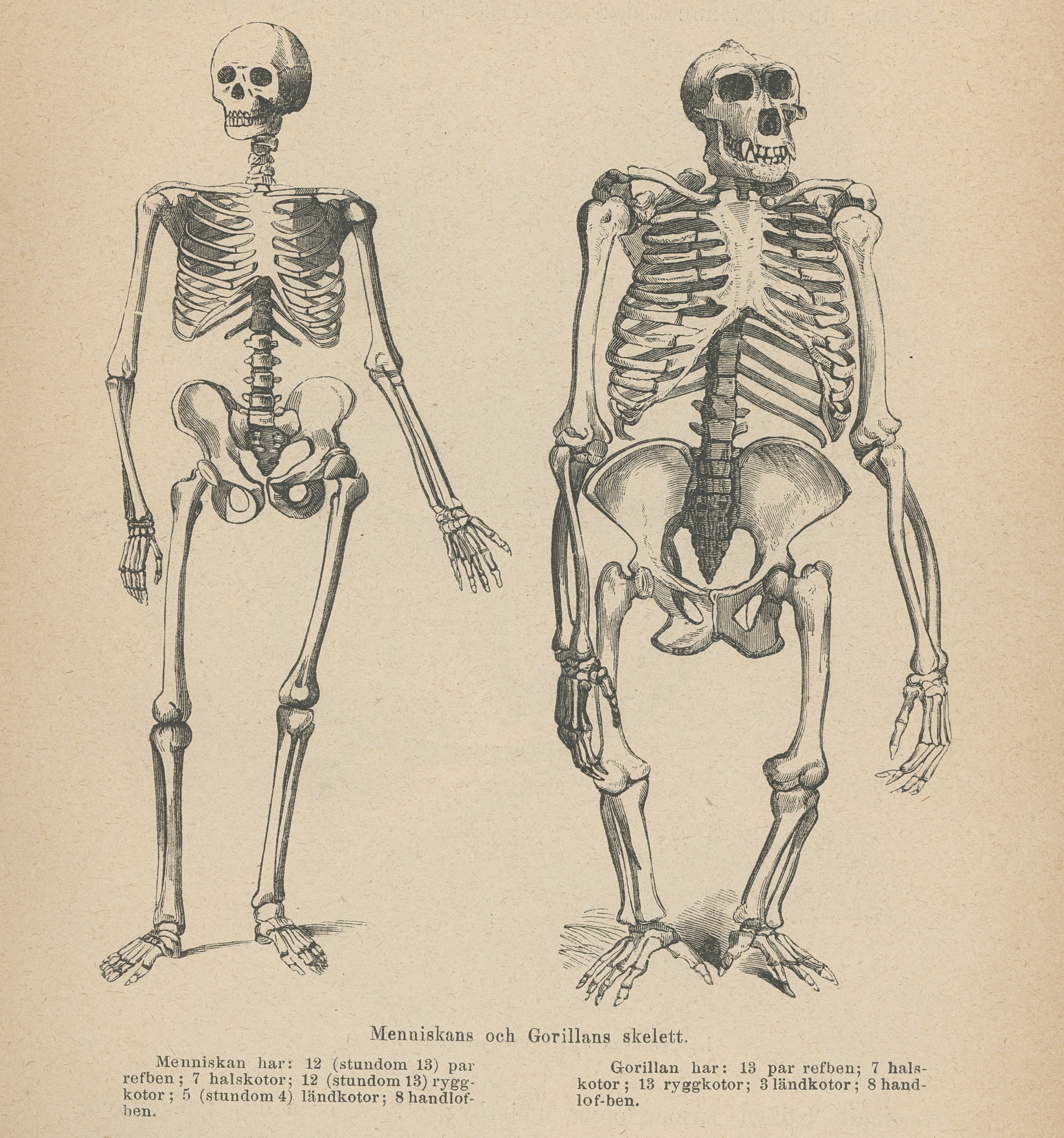
Bild ur femte upplagan som jämställer ett människo- och ett gorillaskelett.

### Evolutionsteorin
Genom den beblandning mellan arter så uppstår det helt naturligt nya arter av djur och växter i naturen. Nya djurraser och varietéer av plantor uppstår av förändringar i näringstillgångar, klimat eller andra förutsättningar.
Men art och slägte i naturen är icke något ständigt konstant och kortwarande, utan endast för en wiss tid och under wissa yttre omständigheter. Både slägten och arter förändra sig i tidernas längd och antaga högre utwecklingar och andra former, men likwäl alltid i samma riktning och det är genom denna artens och slägtets föränderlighet som hela naturen har utwecklat sig från enkla celler och låga former till en stigande skönhet och fullkomlighet.
Kring människans evolution skriver Lilja att det är omöjligt att vederlägga människans utvecklingsgrader, och den tiden utvecklingen har tagit. Men att människan i sin nuvarande form skulle uppstått ur intet anses "ganska tydligt och fullkomligt överensstämmande med de allmänna naturlagarna." Människoskraniet jämförs med ett kranium hos aporna, och slutsatsen dras att människan måste tillhört en lägre stående ras, som stått mycket nära apan, och utvecklats ifrån dem. Detta ska ha skett antingen under den tertiära eller den kvartära bildningen. Människans tid på jorden åldersbestäms till 2 000–3 000 år av Lilja, en uppgift som av Geijerstam korrigeras till minst 200 000 år.
I en längre fotnot hänvisar Lilja till flera naturforskare och zoologer som likaså har likställt människan och apan, antingen i uppstigande led, eller i samma klass eller familj. Orangutangen omnämns, men även schimpansen och gorillan, som de mest människolika aporna. Detta baserat på deras svanslösa karaktär, upprätta gång och plattnaglade händer och fötter. Schimpansen främst omnämns som mest människolik, med de mest proportionella lemmarna och händerna liknande grova människohänder, och de enda bland aporna med strimmor likt människan. Lilja presenterar också de olika djurens ansiktsvinklar, men jämställer inte dessa med människans i sammanhanget. Apan visar inte tecken på varken intelligens eller konstfärdighet, men "de sägas visa ömhet och kärlek för varandra samt torde led efter led kunna domesticeras". För vilket syfte som apan ska domesticeras framgår inte i sammanhanget. I fjärde upplagan går det uttryckligen att läsa att människan är en högre utveckling av en närstående djurform, "naturligtwis från de menniskolika aporna", och att de tidigare människoformerna för all tid försvunnit.
Charles Darwins lära omnämns i registret, men inte mer än så, till den fjärde upplagan av Menniskan. Denna utkom 1868, vilket innebär att Lilja omnämner Darwin och den evolutionsteori han kom att formulera redan innan denne givits ut i svensk översättning, vilket skedde 1871. Liljas formulering finns att läsa redan i första upplagan av Menniskan från 1858, men något register till upplagan finns inte att tillgå, vilket gör det omöjligt att veta om kopplingen till Darwins teori fanns redan då. I femte upplagan har Geijerstam lagt till Darwins namn i ett stycke som behandlar naturvetenskapen, i sällskap med Cuvier, Lamarck, Linné, Lavoisier och Berzelius (Linné och Berzelius är de enda som omnämns av Lilja i fjärde upplagan).

I en rättande fotnot upplagan från 1889 tillrättavisar Karl af Geijerstam Liljas åsikt om att lidande inte existerar i naturvärlden.
Det vilda djuret är egentligen icke utsatt för annat än lidande än den sista dödskampen, ty det har inga sjukdomar, ingen fattigvård, ingen träldom, inga dårhus och inga cellfängelser. Djuret har sitt hem, sin förda och sin klädedrägt såsom en naturens rikliga faddergåfva. Det födes till full äganderätt af alt hvad det behöfver.
Till detta citatet replikerar Geijerstam att, det inte alls stämmer att djuren inte lider. Anledningen till Liljas åsikt är att i den idékrets han befann sig i, förekom inte begreppet kampen om tillvaron och dess innebörd.

### Jämställdhet
I kapitlet som behandlar Liljas syn på kvinnan, hennes ställning och äktenskapet går han hårt åt den då rådande strukturen i samhället. Strukturen, som påtvingar människan tvångsliknande förutsättningar, skyller han på hur kyrkan missbrukar den kristna berättelsen. Istället hänvisar han till naturens ordning:
Enligt mosaiska åsigten var det mannen och icke kvinnan, som behöfde en hjelp, med hvilken han kunde förena sig. Men enligt naturforskningens resultat är det icke så, utan alldeles tvärt om. Modern i naturen, honan, den fruktbärande och födande är den genom hela naturkedjan mest skyddande, mest omhuldande och bevarade, då däremot hanen är att betrakta mer som ett skydd, ett försvar eller ett nästan tillfälligt ehuru nödvändigt bihang.
Berättelsen om att kvinnan skulle vara skapad av mannens revben kallar han för myt och orimlig, att Gud skulle behöva material för att utöva skapelsen skulle göra den till inget mer än ett fabriksarbete.
Vidare drar Lilja paralleller till hur det ter sig i djurriket; där hanen ofta är underställd honan, och i vissa fall inte mer betydelsefull efter parning. Ju längre ned i kedjan, desto mindre betydelsefull blir hanen. Till och med i växtriket har honan (pistill) en överordnad ställning över hanen (ståndaren). Detta eftersom efter befruktning faller ståndarna av, medan pistillen kvarblir och utvecklas till frukt. "Alla dessa naturens verkligheter, vilka ingalunda kunna bestridas, borde nedsätta vårt manliga högmod och lära oss att fatta kvinnans värde såsom den högsta och skönaste af naturens uppenbarelser" menar Lilja.

Det är genom vidare naturforskning som kvinnoföraktet ska övervinnas, och kvinnan ska ges rättigheter, både i naturligt, medborgerligt och intellektuellt hänseende, och att alla de rättigheter som har förhindrats henne, ska upprättas. Även om kvinnan alltid kommer att förbli "husmoder, den inre ledande och ordnade gudamakten, barnens wård och husets wänlige genius", så ska inte detta hindra kvinnan ifrån att engagera sig i samhälls- och i yrkeslivet. Att kvinnan är förpassad till att arbeta som sömmerskor och hjon är en förlust för individen och samhället, och genom att inrätta offentliga flickskolor ska även kvinnan uppfostras till bildade människor.
Medvetandet af att vara fri kvinna skall icke hafva ett mindre inflytande på samhällslifvet än den manliga friheten, utan tvärtom vara en driffjeder till vida större mångfald i lifvets verksamhet och till utvecklingen af talanger, som nu ligga slumrande och onyttiga för menskligheten.

### Rasbiologi
Begreppet människoras tycks innefatta för Lilja både det vi idag skulle kalla människoarter, och människor av olika etnicitet. Användningen av orden folkstam, folkslag och människoras tycks ske synonymt. Han argumenterar för att alla, idag levande raser har haft ett eget ursprungligt par, som har uppehållit sig i olika delar av världen. Han motsätter sig idén ur den bibliska berättelsen, vilken en del forskare upprätthåller; att alla människor skulle ha samma ur-par. Att den kaukasiska etniciteten skulle vara den överlägsna motsätter han sig också.
Och slutligen hafwa äfwen forskare antagit den kaukasiska stammen såsom hufwudracen, hwilket dock strider emot all erfarenhet och all analogi inom menniskans historia.
Olika teorier om hur människoraserna ska klassificeras, såsom en från varje världsdel eller indelas i de passiva och de aktiva, så framhäver Lilja teorin om huvudskålens form och ansiktsvinkel. Raserna kan delas in i tre grupperingar; långskallarna, bredskallarna och högskallarna. Han brasklappar om att det borde ses in i, om hur en del folkstammar ceremoniellt brukar forma små barns huvuden, och därför påverka huvudformen.
Människan kan delas in i sex raser: den mongoliska, den malaysiska, den svarta, den amerikanska, söderhavsrasen och den kaukasiska. Inom varje ras finns det dessutom flera underraser, vilka står högre eller lägre än andra i utvecklingen. Kapitlet fortskrider med ingående beskrivningar av karaktäristiska drag hos varje människoras. Förutom skall- och ansiktsform hävdar Lilja att bäckenets form är olika hos de olika raserna. Den kaukasiska rasen beskriver han på följande sätt:
[Den kaukasiska rasen] med sin hwita eller brunaktiga hud, sin resliga och wäl proportionerade kroppsbyggnad, sitt fina och regelmessigt bildade ansigte, och hos hwilken folkstam mannen är försedd med ett vackert skägg och qwinnan framträder som den mest fina och skönaste af alla skapelser på jorden, denna race är den sist utwecklade, liksom den wackraste och mest intelligenta af alla folkstammarna.
Med detta vill Lilja ha sagt, att den kaukasiska rasen är den som kommer att befolka alla världsdelar till slut. Han pekar på att undanträngande av tidigare, lägre utvecklade raser sker naturligt; i Amerika har den amerikanska rasen tillbakaträngt polarfolken, och mongolerna i Asien likaså. Redan på följande sida går det att läsa, att även om den kaukasiska rasen är den mest framstående, så är den inte alls så föredömlig;
Tvärtom kan det nästan påstås, att de emellanåt har varit de grymmaste af alla folk samt genom svek, list, bedrägeri och wåld begått de största dårskaper och de rysligaste styggelser i werlden, hwardvid de gjort sina uppfinningar till tortyrmedel.
Dock invänder han igen, med att det var inte någon av de andra människoraserna som gjort "alla de storverk, som de uträttat på upptäckternas wäg, de sanningar, som förswarats, och det ljus, som de utbredt öfwer menskligheten".
Angående slaveriet skriver Lilja, i ett annat sammanhang, "Men utan att hemta några skräckbilder från slafweriet i Amerikas kolonier [...]".

## Emigrantutgåva

Emigrantupplagans omslagsbild.

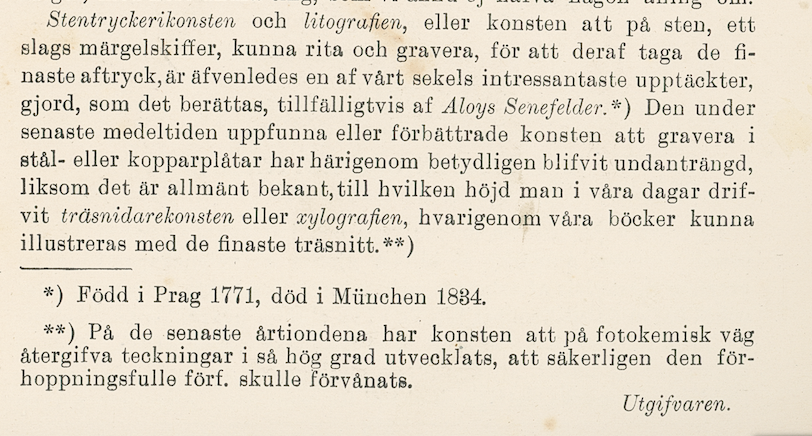
Ett exempel på en kommentar gjord av Karl af Geijerstam.

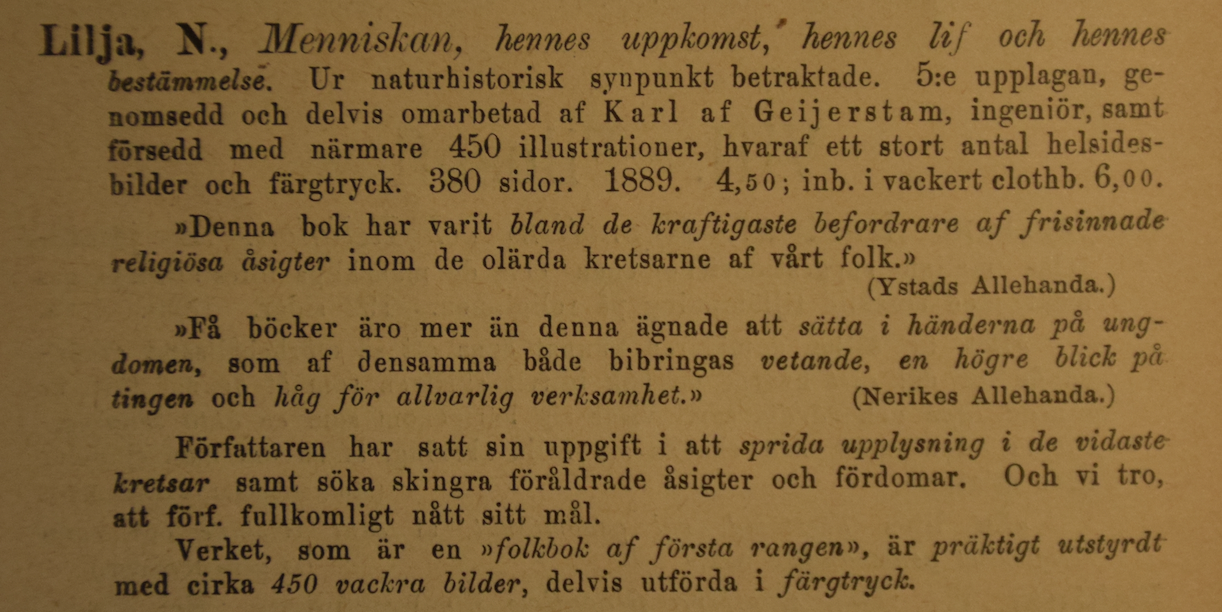
Recensioner ut Bonniers förlagskatalog.

För de svenskar som utvandrat till Nordamerika utgavs boken på nytt. Så när den femte utgåvan utgavs som en sjätte upplaga år 1896 smyckades klotbandet med bilder på bland annat en ursprungsamerikan, en luftballong och ett lokomotiv. Utsmyckningen är densamma för den dansk-norska översättningen. Dessa båda upplagor utgavs av förlag anlagda på Dearborn Street i Chicago. För den svenska utgivningen stod Swedish Book Company, och för översättningen stod Strand & Company. Den gemensamma dansk-norska översättningen utfördes av Richard Sophus Nielsen Sartz.
Anmärkningsvärt är att Lilja först i denna upplaga, tryckt 1896, benämns som doktor. Detta efter att han blev utnämnd till hedersdoktor vid Göttingens universitet, redan 1865.

## Mottagande
I förordet till andra upplagan berättar Lilja hur den första upplagan sålt slut på bara sex månader. Även de tätt impå varandra utgivna upplagorna (1858, -59, -61 och -68) skvallrar om bokens popularitet. Storleken på upplagorna är ej kända, då Albert Bonniers förlag har sekretessbelagt upplagestorlekar.
I sin biografi över Nils Lilja har Axel Törje skrivit en del om den kritik som Lilja och hans verk fick motstå. Vilken kritik som var särskilt riktad mot Menniskan som verk, bland hans andra, och vilken kritik som var mer riktad mot honom som person än hans alster, verkar inte vara självklart. Vad som dock är självklart är att Lilja fick utstå en hel del kritik ifrån tidningsmän och debatörer. Tidning för Folkskolan, Wäktaren, Nya Dagliga Allehanda och Aftonbladet var alla tidningar som kritiserade Lilja, och Menniskan. En omfattande artikel i den sistnämnda tidningen på nyårsafton 1867, beskriver Törje som en "avrättning" en av Lilja.

Särskilt Daniel Klockhoff var kritisk mot Liljas arbete, dock var kritiken nyanserad. Vid ett senare tillfälle då Klockhoffs samlade skrifter skulle utgivas på Bonniers förlag, innehållandes bland annat denna kritik, ville Bonner stryka just denna. Anledningen till detta var för att Bonnier ansåg att kritiken var alltför orättvis. Denna önskan fullföljdes dock inte, och i samband med utgivningen 1871 uttalade sig Bonnier bland annat;
Jag vill villigt medgiva att där i Liljas skrifter finnes mycket som är krasst och överdrivet, ja t o m stundom rått, men [...] är Liljas skrifter grova så är icke de äkta läsareskrifterna alltid heller så fina – och såsom motgift mot dylikt tror jag likväl att de gjort mer gott än ont.

## Omnämnanden
I Allan Hagstens doktorsavhandling Den unge Strindberg omnämns Lilja och hans verk Menniskan. Det framgår av en anteckning i Strindbergs En blå bok att han läste den i sin ungdom på 1860-talet. Hagsten hävdar att Lilja faktiskt har varit en inspriationskälla till karaktären Karl i Strinbergs pjäs Fritänkaren.

## Innehållsförteckning
Komplett innehållsförteckning ur fjärde upplagan:
1. Skapelsen och naturen
2. Jordklotets utvecklingar
3. Naturens bildningsperioder
4. Cellen och metamorfosläran
5. Släktskapen och personlighetsbegreppet
6. Kroppsformen och djurklasserna
7. Människan och urfolken
8. Vilden och kulturmänniskan
9. Människans två bildningsmedel
10. Temperamentet och naturanlagen
11. Behoven och upptäckterna
12. Husdjuren och husbehovsväxterna
13. Kvinnan och äktenskapet
14. Familjelivet och samhällsbildningen
15. Uppfostringsverket och budorden
16. Kulturens utgångspunkter
17. Gudaläran och prästlisten
18. Kristendomen och civilisationen
19. Konsten och vetenskapen
20. Världshandeln och kosmopolitismen
21. Specerierna och berusningsmedlen
22. Åkerbruket och trädgårdsodlingen
23. Ångan och elektromagnetismen
24. Industrin och kapitalet
25. Friheten och sällskapslivet
26. Det mänskliga lidandet och livets poesi
27. Idealet och chiliasmen
28. Döden och odödligheten
29. De saligas öar och blickar åt evigheten
30. Stjärnhimmelen och världsrymden
31. Gud i naturen och i människohjärtat
32. Vår första och yttersta bestämmelse